# Robby Ginepri
 (octobre 2009).
Si vous disposez d'ouvrages ou d'articles de référence ou si vous connaissez des sites web de qualité traitant du thème abordé ici, merci de compléter l'article en donnant les références utiles à sa vérifiabilité et en les liant à la section « Notes et références ».
Robby Ginepri, né le 7 octobre 1982 à Fort Lauderdale, est un joueur américain de tennis, professionnel de 2001 à 2015.
Passé professionnel en 2001, Ginepri se revèle au grand public lors de la saison 2005 lorsqu'il se qualifie pour les demi-finales de l'US Open. C'est surtout un adepte des surfaces rapides sur lesquelles il connaît ses meilleurs résultats.

## Carrière
Il réalise son plus beau succès, hors victoires en tournois, lors de l'US Open 2005 en atteignant les demi-finales. Pour cela, il bat sur son passage Tommy Haas n°31 mondial et Richard Gasquet n°13 en 1/8. En 1/4, il élimine Guillermo Coria n°8. Il bénéficie sur son tableau de la défaite d'Andy Roddick n°3 face à Gilles Müller, puis il s'incline contre Andre Agassi. Il a atteint dans sa carrière les 1/8 dans les trois autres tournois du Grand Chelem.
Son père René est originaire du Luxembourg.

## Palmarès

### Titres en simple (3)
| No | Date       | Nom et lieu du tournoi                          | Catégorie   | Dotation  | Surface      | Finaliste     | Score              |          |
| -- | ---------- | ----------------------------------------------- | ----------- | --------- | ------------ | ------------- | ------------------ | -------- |
| 1  | 07-07-2003 | Miller Lite Hall of Fame Championships, Newport | Int' Series | 355 000 $ | Gazon (ext.) | Jürgen Melzer | 6-4, 63-7, 6-1     |          |
| 2  | 18-07-2005 | RCA Championships, Indianapolis                 | Int' Series | 575 000 $ | Dur (ext.)   | Taylor Dent   | 4-6, 6-0, 3-0, ab. | Parcours |
| 3  | 20-07-2009 | Indianapolis Tennis Championships, Indianapolis | ATP 250     | 450 000 $ | Dur (ext.)   | Sam Querrey   | 6-2, 6-4           | Parcours |

### Finale en double (1)
| No | Date       | Nom et lieu du tournoi         | Catégorie   | Dotation  | Surface    | Vainqueurs           | Partenaire  | Score          |          |
| -- | ---------- | ------------------------------ | ----------- | --------- | ---------- | -------------------- | ----------- | -------------- | -------- |
| 1  | 21-07-2003 | RCA Championships Indianapolis | Int' Series | 575 000 $ | Dur (ext.) | Mario Ančić Andy Ram | Diego Ayala | 2-6, 7-63, 7-5 | Parcours |

## Parcours dans les tournois duGrand Chelem

### En simple
| Année | Open d'Australie | Open d'Australie | Internationaux de France | Internationaux de France | Wimbledon       | Wimbledon    | US Open         | US Open     |
| ----- | ---------------- | ---------------- | ------------------------ | ------------------------ | --------------- | ------------ | --------------- | ----------- |
| 2001  | —                | —                | —                        | —                        | —               | —            | 2e tour (1/32)  | R. Federer  |
| 2002  | —                | —                | 1er tour (1/64)          | A. Martín                | —               | —            | 1er tour (1/64) | A. Agassi   |
| 2003  | 2e tour (1/32)   | F. López         | —                        | —                        | 1er tour (1/64) | A. Clément   | 3e tour (1/16)  | T. Martin   |
| 2004  | 1/8 de finale    | S. Grosjean      | 1er tour (1/64)          | O. Mutis                 | 1/8 de finale   | S. Grosjean  | 1er tour (1/64) | A. Agassi   |
| 2005  | 1er tour (1/64)  | G. Monfils       | 1er tour (1/64)          | N. Djokovic              | 1er tour (1/64) | R. Štěpánek  | 1/2 finale      | A. Agassi   |
| 2006  | 2e tour (1/32)   | D. Gremelmayr    | 1er tour (1/64)          | A. Montañés              | 1er tour (1/64) | M. Fish      | 3e tour (1/16)  | T. Haas     |
| 2007  | 3e tour (1/16)   | J. Blake         | 1er tour (1/64)          | D. Hartfield             | 1er tour (1/64) | F. González  | 3e tour (1/16)  | S. Wawrinka |
| 2008  | —                | —                | 1/8 de finale            | F. González              | 1er tour (1/64) | F. González  | 2e tour (1/32)  | M. Čilić    |
| 2009  | 1er tour (1/64)  | T. Berdych       | 1er tour (1/64)          | P. Andújar               | 1er tour (1/64) | L. Hewitt    | 2e tour (1/32)  | N. Almagro  |
| 2010  | 1er tour (1/64)  | J. Hájek         | 1/8 de finale            | N. Djokovic              | 1er tour (1/64) | R. Söderling | 1er tour (1/64) | E. Schwank  |
| 2011  | —                | —                | —                        | —                        | —               | —            | 2e tour (1/32)  | J. Isner    |
| 2012  | —                | —                | —                        | —                        | —               | —            | 1er tour (1/64) | A. Ramos    |
| 2014  | —                | —                | 1er tour (1/64)          | R. Nadal                 | —               | —            | —               | —           |

N.B. : à droite du résultat se trouve le nom de l'ultime adversaire.

### En double
| Année | Open d'Australie            | Open d'Australie        | Internationaux de France    | Internationaux de France | Wimbledon                   | Wimbledon              | US Open                        | US Open                     |
| ----- | --------------------------- | ----------------------- | --------------------------- | ------------------------ | --------------------------- | ---------------------- | ------------------------------ | --------------------------- |
| 2000  | —                           | —                       | —                           | —                        | —                           | —                      | 1er tour (1/32) T. Davis       | P. Albano L. Arnold Ker     |
| 2001  | —                           | —                       | —                           | —                        | —                           | —                      | 2e tour (1/16) J. Blake        | D. Nestor N. Zimonjić       |
| 2002  | —                           | —                       | —                           | —                        | —                           | —                      | 1er tour (1/32) M. Boeker      | W. Arthurs A. Kratzmann     |
| 2003  | —                           | —                       | —                           | —                        | —                           | —                      | 2e tour (1/16) B. Reynolds     | W. Black K. Ullyett         |
| 2004  | —                           | —                       | 1er tour (1/32) M. Merklein | J. Knowle N. Zimonjić    | 1er tour (1/32) M. Merklein | M. Knowles D. Nestor   | 1er tour (1/32) M. Merklein    | T. Berdych I. Karlović      |
| 2005  | 1er tour (1/32) V. Spadea   | B. Bryan M. Bryan       | 1er tour (1/32) B. MacPhie  | F. Čermák L. Friedl      | —                           | —                      | 1er tour (1/32) G. Müller      | F. Čermák L. Friedl         |
| 2006  | 1er tour (1/32) B. Reynolds | P. Baccanello R. Smeets | —                           | —                        | —                           | —                      | 1er tour (1/32) R. Kendrick    | J. Nieminen G. Oliver       |
| 2007  | —                           | —                       | 1er tour (1/32) S. Lipsky   | C. Haggard Lee H-t.      | 2e tour (1/16) T. Parrott   | F. Santoro N. Zimonjić | 1er tour (1/32) G. Kuerten     | M. Melo A. Sá               |
| 2008  | —                           | —                       | —                           | —                        | —                           | —                      | 1er tour (1/32) T. Rettenmaier | A. Delić A. Kuznetsov       |
| 2009  | 1er tour (1/32) V. Spadea   | J. Coetzee W. Moodie    | 1er tour (1/32) R. Kendrick | B. Bryan M. Bryan        | —                           | —                      | 1er tour (1/32) S. Jenkins     | Ó. Hernández A. Montañés    |
| 2010  | —                           | —                       | —                           | —                        | —                           | —                      | 1er tour (1/32) R. Sweeting    | R. Lindstedt H. Tecău       |
| 2011  | —                           | —                       | —                           | —                        | —                           | —                      | 1er tour (1/32) R. Williams    | R. Bopanna A.-U.-H. Qureshi |

N.B. : le nom du ou de la partenaire se trouve sous le résultat ; le nom des ultimes adversaires se trouve à droite.

## Parcours dans lesMasters 1000
| Année | Indian Wells            | Miami                 | Monte-Carlo | Rome                  | Hambourg puis Madrid  | Canada              | Cincinnati                 | Stuttgart puis Madrid puis Shanghai | Paris                    |
| ----- | ----------------------- | --------------------- | ----------- | --------------------- | --------------------- | ------------------- | -------------------------- | ----------------------------------- | ------------------------ |
| 2001  | —                       | 1er tour B. Bryan     | —           | —                     | —                     | —                   | —                          | —                                   | —                        |
| 2002  | —                       | 1er tour J. I. Chela  | —           | —                     | —                     | —                   | 1er tour L. Hewitt         | —                                   | —                        |
| 2003  | 1/4 de finale L. Hewitt | 1/4 de finale C. Moyà | —           | —                     | —                     | 1er tour D. Nestor  | 1/4 de finale R. Schüttler | 1/8 de finale Y. El Aynaoui         | 1er tour K. Beck         |
| 2004  | 2e tour J. Blake        | 3e tour N. Kiefer     | —           | 1er tour F. Mantilla  | 1er tour J. Knowle    | 1er tour G. Kuerten | 1er tour F. Santoro        | 2e tour T. Robredo                  | —                        |
| 2005  | 2e tour L. Hewitt       | 2e tour V. Spadea     | —           | —                     | —                     | —                   | 1/2 finale R. Federer      | 1/2 finale R. Nadal                 | 1/8 de finale G. Gaudio  |
| 2006  | 2e tour P. Srichaphan   | 3e tour C. Rochus     | —           | 2e tour G. Monfils    | 1er tour S. Grosjean  | 1er tour K. Kim     | 1/8 de finale A. Murray    | 1/4 de finale R. Federer            | 1/8 de finale T. Berdych |
| 2007  | 2e tour N. Djokovic     | 1er tour V. Spadea    | —           | 1er tour D. Bracciali | 1er tour R. Söderling | 1er tour A. Murray  | 2e tour N. Davydenko       | 2e tour R. Federer                  | —                        |
| 2008  | 2e tour C. Moyà         | —                     | —           | —                     | —                     | 2e tour D. Ferrer   | 2e tour R. Federer         | 1/8 de finale G. Simon              | 1er tour T. Berdych      |
| 2009  | —                       | —                     | —           | —                     | —                     | —                   | 1er tour M. Safin          | —                                   | —                        |
| 2010  | 1er tour A. Seppi       | —                     | —           | —                     | —                     | —                   | 2e tour N. Davydenko       | —                                   | —                        |
| 2011  | —                       | —                     | —           | —                     | —                     | —                   | 1er tour A. Bogomolov      | —                                   | —                        |
| 2012  | 2e tour S. Wawrinka     | —                     | —           | —                     | —                     | —                   | —                          | —                                   | —                        |
| 2013  | —                       | 1er tour Lu Y-h.      | —           | —                     | —                     | —                   | —                          | —                                   | —                        |
| 2014  | 1er tour P.-H. Mathieu  | —                     | —           | —                     | —                     | —                   | 2e tour M. Raonic          | —                                   | —                        |

N.B. : sous le résultat se trouve le nom de l’ultime adversaire.